# Distretto di Sandomierz
Il distretto di Sandomierz (in polacco powiat sandomierski) è un distretto polacco appartenente al voivodato della Santacroce.

## Geografia antropica

### Suddivisioni amministrative
Il distretto comprende 9 comuni.
- Comuni urbani: Sandomierz
- Comuni urbano-rurali: Koprzywnica, Zawichost
- Comuni rurali: Dwikozy, Klimontów, Łoniów, Obrazów, Samborzec, Wilczyce